# Tancredo Neves
Tancredo de Almeida Neves (ur. 4 marca 1910 w São João del Rei, zm. 21 kwietnia 1985 w São Paulo) – prawnik i polityk brazylijski, prezydent elekt w 1985.

## Życiorys
Prawnik i bankowiec, karierę polityczną rozpoczął w 1934 – został wówczas wybrany do władz samorządowych miasta Sao João Del Rei. Od 1947 zasiadał w zgromadzeniu stanu Minas Gerais, a od 1950 w Izbie Deputowanych. W 1953 prezydent Getúlio Vargas powierzył mu tekę ministra sprawiedliwości. Neves odszedł ze stanowiska po samobójstwie Vargasa w 1954. W 1960 bezskutecznie ubiegał się o stanowisko gubernatora stanu Minas Gerais.
Od września 1961 do lipca 1962 pełnił funkcję premiera w kryzysowej sytuacji politycznej, wywołanej rezygnacją prezydenta Jânio da Silvy Quadrosa. Misja Nevesa nie zapobiegła pogłębieniu kryzysu. Wkrótce doszło do obalenia prezydenta João Goularta i przejęcia władzy przez wojskowych. W latach 60. i 70. XX wieku Neves działał w opozycyjnym Brazylijskim Ruchu Demokratycznym (MDB). W 1978 został wybrany do Senatu, a w 1982 na gubernatora stanu Minas Gerais.
W 1984 przewodził ruchowi Diretas Ja, który domagał się wprowadzenia bezpośrednich wyborów prezydenckich. Inicjatywa ta nie została zaakceptowana, ale opozycja wysunęła kandydaturę Nevesa w wyborach następcy prezydenta João de Oliveiry Figueiredo. 15 stycznia 1985 Tancredo Neves został wybrany przez kolegium elektorskie prezydentem Brazylii. Nie objął jednak urzędu, gdyż ciężko zachorował w przededniu planowanego zaprzysiężenia (15 marca 1985). Tymczasowo na czele państwa stanął wiceprezydent José Sarney. Miesiąc później prezydent elekt Neves zmarł.
Jego wnuk Aécio Neves był gubernatorem stanu Minas Gerais w latach 2003–2010, w 2014 bez powodzenia ubiegał się o prezydenturę Brazylii.

## Odznaczenia
- Krzyż Wielki Wojskowego Orderu Wieży i Miecza (1985, Portugalia)[1]